# فيصل عزايزة
بروفيسور فيصل عزايزة (مواليد 1957)، متزوج وأب ل4 أولاد، هو باحث عربي فلسطيني له أبحاث عالمية ومحلية في مجال العمل الاجتماعي والصحة الجماهيرية، والحاصل على جوائز أكاديمية عديدة.

## حياته
ولد فيصل عزايزة عام (1957) وترعرع في قرية دبورية في شمال إسرائيل. أنهى عام 1981 دراسة اللقب الأول في كلية العمل الاجتماعي في الجامعة العبرية في القدس بامتياز، وفي عام 1984 أنهى دارسة اللقب الثاني (ماجستير) بامتياز في نفس الكلية، ومن ثم أكمل دراسة في الجامعة العبرية حتى نيله شهادة الدكتوراه عام 1992. تناولت اطروحة الدكتوراه التي قدمها موضوع الرضاعة وتنظيم الاسرة لدى النساء العربيات المسلمات في القرى العربية؛ في عام 2007 نال لقب بروفيسور.

## حياته المهنية
بدأ بروفسور عزايزة طريقه المهنية بين السنوات 1981 حتى 1988 كمساعد تدريس في الجامعة العبرية في القدس، وفي الفترة نفسها، وتحديداً بين السنوات 1984 حتى 1987، عمل كمحاضر في في كلية دار الطفل في القدس، ومن ثم بدأ عمله عام 1989 كمرشد في مدرسة العمل الاجتماعي في الجامعة العبرية في القدس حتى عام 1993، حين انتقل للعمل في جامعة حيفا وبدأ عمله كمحاضر في مدرسة العمل الاجتماعي هناك، وفي عام 1998 تم تعيينه من كبار المحاضرين في الكلية. بين الأعوام 2006 و2009 ترأس بروفسور عزايزة برنامج الماجستير في مدرسة العمل الاجتماعي وشغل بين الأعوام 2009-2014 منصب رئيس مدرسة العمل الاجتماعي في  جامعة حيفا.
بالإضافة إلى هذه المناصب الأكاديمية العديدة، شغل بروفسور عزايزة على مر السنين العديد من المناصب الأخرى: في عام 1991 كان أحد مؤسسي جمعية «سيكوي» لتعزيز المساواة بين المواطنين العرب واليهود في إسرائيل. بين الأعوام 1995-1998 شغل منصب نائب رئيس صندوق مبادرات إبراهيم، وبين الأعوام 1998 حتى 2001 شغل منصب رئيس مجلس دبورية، وكان أيضاً المتحدث باسم لجنة المتابعة العليا للمواطنين العرب في إسرائيل؛ بين عامي 2001 و 2003 شغل منصب رئيس مجلس إدارة شركة المراكز الجماهرية وترأس بين الأعوام 2002 و2009 المركز اليهودي العربي في جامعة حيفا، وشغل بين الأعوام 2005 حتى 2011 منصب عضو في لجنة تعيينات مجالس الإدارة في الشركات الحكومية، وكان بذلك أول عربي يُعين في هذه اللجنة، هذا بالإضافة إلى العديد من المناصب الأكاديمية والعامة الأخرى.

## اصداراته
- Azaiza, F., & Cohen, M. (2006). Health beliefs and rates of breast cancer screening among Arab women. Journal of Women's Health, 15(5), 520-530.
- Azaiza, F., & Cohen, M. (2008). Between traditional and modern perceptions of breast and cervical cancer screenings: a qualitative study of Arab women in Israel. Psycho‐Oncology, 17(1), 34-41.
- Azaiza, F., Cohen, M., Awad, M., & Daoud, F. (2010). Factors associated with low screening for breast cancer in the Palestinian authority. Cancer, 116(19), 4646-4655.

## روابط خارجية
http://lecturers.haifa.ac.il/en/hw/azaiza/Pages/default.aspx#
http://che.org.il/ar/
Faisal Azaiza
Biographical Sketch